# Золотий астероїд
«Золотий астероїд» (англ. The Asteroid of Gold) — науково-фантастичне оповідання Кліффорда Сімака, вперше опубліковане журналом «Wonder Stories» в листопаді 1932 року.

## Сюжет
Брати Вінс та Вернон Дрейки знайшли поклади золота на невеликому подвійному астероїді в поясі астероїдів. Коли вони почали вдвох розробляти їх, над ними завис корабель Макса Робінсона — найвідомішого пірата Сонячної системи. Взявши в полон братів і відібравши результат їхньої праці, пірат викликав їх у свою каюту, щоб оголосити своє «милостиве» рішення: він залишить їх живими на астероїді з трьома балонами кисню на двох, а їхній корабель перемістили на астероїд-близнюк, звідки його буде видно, але неможливо буде дістатись.
Перш ніж пірати поспішили на допомогу своєму капітану, брати встигли зламати хребет Робінсону. Коли братів залишили на астероїді, раптово почався метеоритний дощ, і астероїд-близнюк почав наближатись. Перед неминучим зіткненням брати, набравши в жмені каменів, стрибнули в напрямку нього і, метнувши камені в протилежний бік, приземлились на його поверхню. Вони встигли добратись до свого корабля ще до зіткнення астероїдів.